# Erika Csomor
Erika Csomor (* 8. November 1973 in Budapest) ist eine ungarische Langstreckenläuferin, Duathletin, Triathletin, mehrfache nationale Meisterin, Duathlon-Europameisterin (2002), Duathlon-Weltmeisterin (2001, 2004, 2005) sowie mehrfache Ironman-Siegerin (2004, 2008, 2012 und 2013).

## Werdegang

### Staatsmeisterin Marathon 1999
Erika Csomor hat als Läuferin verschiedene Triumphe aufzuweisen. So siegte sie 1996, 1999 und 2000 beim Budapest-Marathon, die letzten beiden Male sicherte sie sich dabei zusätzlich den nationalen Titel. Ebenfalls ungarische Meisterin wurde sie 2000 im 1500-Meter-Lauf in 4:23,31 min, im Halbmarathon in 1:12:06 h sowie in der Halle über 3000 m in 9:29,02 min.
2001 gewann sie den Marathon von Maui mit ihrer persönlichen Bestzeit von 2:39:59 h. Im September wurde sie Duathlon-Weltmeisterin auf der Kurzdistanz und sie konnte diesen Titel 2004 erneut erlangen.
2002 belegte sie bei der Xterra-Weltmeisterschaft Cross-Triathlon den sechsten Rang. Neben zahlreichen Erfolgen im Duathlon startete Erika Csomor 2002 in Roth auf ihrem ersten Triathlon über die Langdistanz und konnte sich prompt auf dem zweiten Rang platzieren. Sie wurde trainiert von Brett Sutton.
Erika Csomor erreichte im August 2006 beim Powerman Zofingen als erste Frau seit Natascha Badmann (1996) vor dem Männer-Sieger das Ziel.

### Vizeweltmeisterin Triathlon Langdistanz 2007
Bei der ITU-Weltmeisterschaft auf der Triathlon-Langdistanz im französischen Lorient erreichte sie 2007 den zweiten Platz hinter Leanda Cave.
Obwohl Erika Csomor am 13. Juli 2008 beim Challenge Roth mit 8:47:05 h die Weltbestmarke von Paula Newby-Fraser unterbot, bedeutete diese Leistung „nur“ persönliche Bestzeit, da Csomor bei dieser Veranstaltung hinter der neuen Weltbesten Yvonne van Vlerken auf dem zweiten Rang einlief. Im September 2010 wurde sie in Zofingen zum bereits siebten Mal in Folge Duathlon-Weltmeisterin auf der Langdistanz (10 km Laufen, 150 km Radfahren und 30 km Laufen). 2011 wurde sie Dritte bei der im Rahmen des Powerman Zofingen ausgetragenen Duathlon-Weltmeisterschaft.
Im Juli 2012 holte sie sich in Zürich nach 2004 und 2008 ihren dritten Ironman-Sieg.

Nach 2004 konnte Erika Csomor im Juni 2013 beim Ironman Austria ihren zweiten Sieg in Klagenfurt erzielen und damit ihr fünftes Ironman-Rennen gewinnen.

### Staatsmeisterin Duathlon-Sprintdistanz und Triathlon-Langdistanz 2015
Im April 2015 wurde sie Staatsmeisterin auf der Duathlon-Sprintdistanz und sie konnte diesen Titel 2016 erfolgreich verteidigen. Auch auf der Triathlon-Langdistanz wurde sie im Juli 2015 ungarische Staatsmeisterin.

Im Juni 2016 gewann sie auf der Langdistanz in Italien die Challenge Venice.
2023 wurde sie im Juni ungarische Vizestaatsmeisterin auf der Triathlon-Mitteldistanz.
Erika Csomor lebt in Százhalombatta bei Budapest. Sie trainiert die für die Schweiz startende Triathletin Anna Eberhardt-Halász.

## Sportliche Erfolge
| Datum/Jahr   | Rang | Wettbewerb        | Austragungsort | Zeit     | Bemerkung                      |
| ------------ | ---- | ----------------- | -------------- | -------- | ------------------------------ |
| 2001         | 1    | Marathon von Maui |                | 02:39:59 | persönlichen Marathon-Bestzeit |
| 1. Okt. 2000 | 1    | Budapest-Marathon | Budapest       | 02:41:57 | Ungarische Marathon-Meisterin  |
| 1999         | 1    | Budapest-Marathon | Budapest       | 02:44:35 | Ungarische Marathon-Meisterin  |
| 1996         | 1    | Budapest-Marathon | Budapest       | 02:56:27 |                                |

| Datum/Jahr    | Rang | Wettbewerb                                     | Austragungsort    | Zeit       | Bemerkung |
| ------------- | ---- | ---------------------------------------------- | ----------------- | ---------- | --- |
| 22. Apr. 2017 | 1    | HUN Sprint Duathlon National Championships     | Balatonboglár     |            | Ungarische Meisterin Sprint-Duathlon |
| 30. Apr. 2016 | 1    | HUN Sprint Duathlon National Championships     | Kaszo             | 01:00:13   | Ungarische Meisterin Sprint-Duathlon |
| 26. Apr. 2015 | 1    | HUN Sprint Duathlon National Championships     | Ungarn            | 01:00:32   | |
| 4. Sep. 2011  | 3    | ITU Long Distance Duathlon World Championships | Zofingen          | 07:22:42,2 | Dritte bei der im Rahmen des Powerman Zofingen ausgetragenen Duathlon-Weltmeisterschaft                                                              |
| 2011          | 5    | ETU Duathlon European Championships            | Limerick          | 01:56:34   | 10 km Laufen, 40 km Radfahren und 5 km Laufen |
| 5. Sep. 2010  | 1    | Powerman Zofingen                              | Zofingen          | 07:20:52,5 | siebter Sieg in Folge |
| 2009          | 1    | Powerman Zofingen                              | Zofingen          | 07:20:36   | Erika Csomor erreichte in der Schweiz ihren sechsten Erfolg auf der Duathlon-Langdistanz in Serie (10 km Laufen, 150 km Radfahren und 30 km Laufen). |
| 2008          | 1    | Powerman Zofingen                              | Zofingen          | 07:14:43   | [ 3 ] |
| 20. Mai 2007  | 3    | ITU Duathlon World Championships               | Győr              | 01:54:06   | |
| 22. Apr. 2007 | 1    | Powerman Holland                               | Horst aan de Maas |            | |
| 2007          | 1    | Powerman Zofingen                              | Zofingen          |            | Der Belgier Koen Maris und Erika Csomor siegen beim 19. Powerman.                                                                                    |
| 11. Nov. 2006 | 1    | Powerman Malaysia                              | Seri Manjung      | 03:06:15   | |
| 27. Aug. 2006 | 1    | Powerman Zofingen                              | Zofingen          |            | Erika Csomor erreichte als erste Frau seit Natascha Badmann (1996) vor dem Männer-Sieger das Ziel.                                                   |
| 2005          | 1    | Powerman Zofingen                              | Zofingen          |            | |
| 2005          | 1    | ITU Long Distance Duathlon World Championships | Barcis            | 04:14:33   | Duathlon-Weltmeisterin |
| 22. Aug. 2004 | 1    | Powerman Austria                               | Weyer             |            | Erika Csomor gewinnt bei diesem Duathlon über die Langdistanz in Oberösterreich vor der Liechtensteinerin Nicole Klingler.                           |
| 30. Mai 2004  | 1    | ITU Duathlon World Championships               | Geel              |            | Duathlon-Weltmeisterin auf der Kurzdistanz |
| 2004          | 1    | Powerman Zofingen                              | Zofingen          |            | |
| 2003          | 2    | Powerman Zofingen                              | Zofingen          | 07:38:29   | Zweite hinter der Neuseeländerin Fiona Docherty |
| 2002          | 2    | ITU Duathlon World Championships               | Alpharetta        |            | Duathlon-Vizeweltmeisterin |
| 25. Mai 2002  | 1    | ETU Duathlon European Championships            | Zeitz             | 2:02:05,99 | Duathlon-Europameisterin |
| 16. Sep. 2001 | 1    | ITU Duathlon World Championships               | Rimini            | 02:00:58   | Duathlon-Weltmeisterin auf der Kurzdistanz |
| 3. Juni 2001  | 1    | Powerman Austria                               | Weyer             |            | |
| 2001          | 2    | Powerman Zofingen                              | Zofingen          |            | |
| 2001          | 2    | ITU Long Distance Duathlon World Championships | Venray            | 3:04:41    | Duathlon-Weltmeisterschaft auf der Langstrecke (15 km Laufen, 60 km Radfahren und 7,5 km Laufen)                                                     |
| 4. Juli 1999  | 2    | Powerman Austria                               | Weyer             | 03:41:25   | 14 km Laufen, 76 km Radfahren und 7 km Laufen |
| 1999          | 1    | ETU Duathlon European Cup                      |                   |            | Siegerin Europa Cup |

| Datum/Jahr    | Rang | Wettbewerb                                           | Austragungsort       | Zeit        | Bemerkung |
| ------------- | ---- | ---------------------------------------------------- | -------------------- | ----------- | --- |
| 10. Juni 2023 | 2    | HUN Middle Distance Triathlon National Championships | Keszthely            | 04:42:22    | Staatsmeisterschaft auf der Triathlon-Mitteldistanz – hinter Judit Koronika                                          |
| 16. Juli 2022 | 3    | HUN Triathlon National Championships                 | Tata                 | 02:19:28    | Staatsmeisterschaft auf der Triathlon-Kurzdistanz, hinter Gabriella Zelinka                                          |
| 31. Aug. 2019 | 6    | HUN Triathlon National Championships                 | Tata                 | 02:16:50    | Staatsmeisterschaft auf der Triathlon-Kurzdistanz – hinter der Siegerin Gabriella Zelinka                            |
| 4. Sep. 2016  | 1    | Austria-Triathlon                                    | Podersdorf           | 2:05:03     | Siegerin auf der olympischen Distanz                                                                                 |
| 30. Juli 2016 | 5    | Ironman 70.3 Budapest                                | Budapest             | 04:16:19    | |
| 25. Juni 2016 | 7    | HUN Sprint Triathlon National Championships          | Baja                 | 01:12:08    | Staatsmeisterschaft – hinter der Siegerin Zsanett Bragmayer                                                          |
| 5. Sep. 2015  | 5    | Trans Vorarlberg Triathlon                           | Bregenz              | 04:43:58,7  | |
| 23. Aug. 2015 | 1    | ITA Middle Distance Triathlon National Championships | Lovere               | 04:43:47    | ital. Staatsmeisterschaft Mitteldistanz                                                                              |
| 9. Aug. 2015  | 4    | Ironman 70.3 Gdynia                                  | Gdynia               | 04:41:52    | |
| 14. Juni 2015 | 3    | Ironman 70.3 Italy                                   | Pescara              | 04:44:46    | |
| 17. Mai 2015  | 7    | Ironman 70.3 Austria                                 | St. Pölten           | 04:36:38    | |
| 26. Okt. 2014 | 6    | Challenge Sardinien                                  | Forte Village        | 04:40:11,80 | auf der Halbdistanz                                                                                                  |
| 23. Aug. 2014 | 2    | Ironman 70.3 Budapest                                | Budapest             | 04:25:47    | |
| 20. Juli 2014 | 2    | Trumer Triathlon                                     | Mürzzuschlag         | 04:38:12,97 | Zweite auf der Halbdistanz                                                                                           |
| 27. Okt. 2013 | 2    | Ironman 70.3 Miami                                   | Miami                | 04:11:48    | |
| 9. Juni 2013  | 1    | Ironman 70.3 Italy                                   | Pescara              | 04:33:18    | |
| 26. Mai 2013  | 1    | Challenge Rimini                                     | Rimini               |             | Siegerin auf der Halbdistanz                                                                                         |
| 2. Sep. 2012  | 6    | Challenge Walchsee-Kaiserwinkl                       | Walchsee             | 04:28:30    | |
| 10. Juni 2012 | 3    | 5150 Klagenfurt                                      | Klagenfurt           | 02:02:42    | |
| 20. Mai 2012  | 2    | Ironman 70.3 Austria                                 | St. Pölten           | 04:24:08    | |
| 1. Mai 2012   | 1    | ITA Middle Distance Triathlon National Championships | Barberino di Mugello | 04:23:14    | ital. Staatsmeisterschaft Mitteldistanz                                                                              |
| 14. Apr. 2012 | 4    | Challenge Fuerteventura                              | Fuerteventura        | 04:37:53    | auf der Halbdistanz                                                                                                  |
| 25. Sep. 2011 | 3    | Ironman 70.3 Pays d’Aix France                       | Aix-en-Provence      | 04:26:35    | |
| 5. Juni 2011  | 4    | Ironman 70.3 Switzerland                             | Rapperswil           | 04:27:20    | |
| 22. Mai 2011  | 2    | Ironman 70.3 Austria                                 | St. Pölten           | 04:24:19    | zweiter Rang – wie schon im Vorjahr                                                                                  |
| 14. Mai 2011  | 2    | Ironman 70.3 Mallorca                                | Alcúdia              |             | |
| 1. Mai 2011   | 2    | Challenge Fuerteventura                              | Fuerteventura        |             | |
| 30. Okt. 2010 | 5    | Ironman 70.3 Miami                                   | Miami                | 04:41:11    | Fünfte bei der Erstaustragung                                                                                        |
| 12. Juni 2010 | 1    | Orfuman Triathlon                                    | Orfű                 | 04:19:42    | Sieg und Ungarische Meisterin                                                                                        |
| 30. Mai 2010  | 2    | Ironman 70.3 Austria                                 | St. Pölten           | 04:18:56    | Erika Csomor landete ganz knapp im Schlusssprint hinter der Siegerin Yvonne van Vlerken.                             |
| 22. Mai 2010  | 11   | ITU Triathlon European Cup                           | Senec                | 02:01:45    | auf der olympischen Distanz (1,5 km Schwimmen, 40 km Radfahren und 10 km Laufen) hinter der Siegerin Rebecca Robisch |
| 7. Juni 2009  | 2    | Ironman 70.3 Switzerland                             | Rapperswil           | 04:29:02    | Zweiter Rang mit nur 36 Sekunden Rückstand auf die Schweizer Siegerin Sarah Schütz                                   |
| 24. Mai 2009  | 6    | Ironman 70.3 Austria                                 | St. Pölten           | 04:35:37    | |
| 2. Mai 2009   | 3    | Wildflower Triathlon                                 | Kalifornien          | 04:41:14    | Dritter Rang am Lake San Antonio 1,9 km Schwimmen, 90 km Radfahren, 21,1 km Laufen                                   |
| 4. Apr. 2009  | 4    | Ironman 70.3 California                              | Oceanside            | 04:28:31    | [ 8 ] |
| 8. Nov. 2008  | 8    | Ironman 70.3 World Championships                     | Clearwater           | 04:16:00    | An ihrem 35. Geburtstag erreichte Erika Csomor über die Halbdistanz den 8. Rang.                                     |
| 24. Mai 2008  | 2    | Ironman 70.3 Austria                                 | St. Pölten           |             | hinter Yvonne van Vlerken auf dem 2. Rang                                                                            |
| 1. Juni 2008  | 3    | Ironman 70.3 Switzerland                             | Rapperswil           |             | |
| 30. März 2008 | 1    | Ironman 70.3 California                              | Oceanside            |             | |
| 2007          | 1    | Ironman 70.3 Austria                                 | St. Pölten           |             | Triathlon über die Halbdistanz                                                                                       |

| Datum/Jahr    | Rang | Wettbewerb                                         | Austragungsort     | Zeit       | Bemerkung |
| ------------- | ---- | -------------------------------------------------- | ------------------ | ---------- | --- |
| 14. Aug. 2016 | 2    | Challenge Regensburg                               | Regensburg         | 09:45:04   | |
| 25. Juli 2015 | 1    | HUN Long Distance Triathlon National Championships | Ungarn             | 09:36:01   | Staatsmeisterin |
| 17. Juli 2016 | 8    | Challenge Roth                                     | Roth               | 09:24:52   | |
| 5. Juni 2016  | 1    | Challenge Venice                                   | Rimini             | 09:04:00   | Siegerin mit 42 Sekunden Vorsprung vor der Italienerin Martina Dogana                                                                |
| 28. Juni 2015 | 6    | Ironman Austria                                    | Klagenfurt         | 09:24:38   | |
| 16. Aug. 2014 | 2    | Ironman Sweden                                     | Kalmar             | 09:30:04   | |
| 27. Juli 2014 | 5    | Ironman Switzerland                                | Zürich             | 09:32:14   | |
| 29. Juni 2014 | 6    | Ironman Austria                                    | Klagenfurt         | 09:05:42   | |
| 2. Nov. 2013  | 3    | Ironman Florida                                    | Panama City        | 08:56:41   | |
| 18. Aug. 2013 | 7    | Ironman Mont-Tremblant                             | Québec             | 09:27:51   | |
| 28. Juli 2013 | 3    | Ironman Switzerland                                | Zürich             | 09:33:17   | |
| 30. Juni 2013 | 1    | Ironman Austria                                    | Klagenfurt         | 08:59:31   | Nach 2004 konnte Erika Csomor ihren zweiten Sieg in Klagenfurt erzielen.                                                             |
| 17. März 2013 | 1    | Ironman Los Cabos                                  | Los Cabos          | 09:35:34   | Siegerin bei der Erstaustragung |
| 15. Sep. 2012 | 3    | MetaMan Triathlon                                  | Bintan             | 09:52:29   | Dritte bei der Erstaustragung |
| 15. Aug. 2012 | 3    | Embrunman                                          | Embrun             | 11:48:04,8 | |
| 15. Juli 2012 | 1    | Ironman Switzerland                                | Zürich             | 09:20:16   | |
| 1. Juli 2012  | 2    | Ironman Austria                                    | Klagenfurt         | 09:12:09   | |
| 5. Nov. 2011  | 6    | ITU Long Distance Triathlon World Championships    | Henderson          | 05:51:39   | Weltmeisterschaft auf der Langdistanz                                                                                                |
| 2. Okt. 2011  | 2    | Challenge Barcelona-Maresme                        | Barcelona          | 09:18:47   | |
| 15. Aug. 2011 | 1    | Embrunman                                          | Embrun             | 11:15:41   | [ 11 ] |
| 10. Juli 2011 | 3    | Ironman Switzerland                                | Zürich             | 09:37:00   | |
| 3. Juli 2011  | 2    | Ironman Austria                                    | Klagenfurt         | 08:51:11   | |
| 21. Nov. 2010 | 6    | Ironman Arizona                                    | Tempe              | 09:22:38   | |
| 6. Nov. 2010  | 2    | Ironman Florida                                    | Panama City        | 09:14:40   | |
| 9. Okt. 2010  | 17   | Ironman Hawaii                                     | Hawaii             | 09:39:53   | bei der Weltmeisterschaft auf der Ironman-Distanz                                                                                    |
| 1. Aug. 2010  | DNF  | ITU Long Distance Triathlon World Championships    | Immenstadt         | –          | Langdistanz-WM |
| 27. Juni 2010 | 2    | Ironman France                                     | Nizza              | 09:38:08   | [ 12 ] |
| 10. Okt. 2009 | 27   | Ironman Hawaii                                     | Hawaii             | 10:08:25   | |
| 15. Aug. 2009 | 2    | Embrunman                                          | Embrun             | 11:20:13   | |
| 12. Juli 2009 | 4    | Challenge Roth                                     | Roth               | 08:59:42   | |
| 28. Feb. 2009 | DNF  | Ironman Malaysia                                   | Langkawi           | –          | [ 13 ] |
| 11. Okt. 2008 | 4    | Ironman Hawaii                                     | Hawaii             | 09:24:49   | |
| 13. Juli 2008 | 2    | Challenge Roth                                     | Roth               | 08:47:05   | Mit der persönlichen Bestzeit auf der Triathlon-Langdistanz belegt Erika Csomor den zweiten Rang.                                    |
| 17. Apr. 2008 | 1    | Ironman Arizona                                    | Vereinigte Staaten | Tempe      | Erika Csomor landet auf dem ersten Rang und bei den Herren gewinnt der Ungar József Major.                                           |
| 13. Okt. 2007 | 10   | Ironman Hawaii                                     | Hawaii             | 09:39:47   | |
| 15. Juli 2007 | 2    | ITU Long Distance Triathlon World Championships    | Lorient            | 04:05:20   | |
| 2004          | 1    | Ironman Austria                                    | Klagenfurt         | 09:12:03   | Erika Csomor gewinnt ihren ersten Ironman.                                                                                           |
| 16. Okt. 2004 | 15   | Ironman Hawaii                                     | Hawaii             |            | Erika Csomor erreichte als 16. das Ziel und nach der späteren Disqualifikation der Siegerin Nina Kraft landete sie auf dem 15. Rang. |
| 2003          | 3    | Challenge Roth                                     | Roth               | 09:27:47   | |
| 2002          | 2    | Challenge Roth                                     | Roth               |            | Zweite hinter der Deutschen Nina Kraft                                                                                               |

| Datum/Jahr    | Rang | Wettbewerb                          | Austragungsort | Zeit     | Bemerkung                                |
| ------------- | ---- | ----------------------------------- | -------------- | -------- | ---------------------------------------- |
| 1. Juli 2004  | 4    | Xterra Czech                        | Hlubòka        | 02:45:32 | Vizeeuropameisterin Cross-Triathlon      |
| 28. Juni 2003 | 5    | Xterra Czech                        | Hlubòka        |          | [ 15 ]                                   |
| 27. Okt. 2002 | 6    | Xterra Triathlon World Championship | Maui           | 03:09:21 | Xterra-Weltmeisterschaft Cross-Triathlon |

(DNF – Did Not Finish)